# Adalbert Suchy
Pour les articles homonymes, voir Suchy.

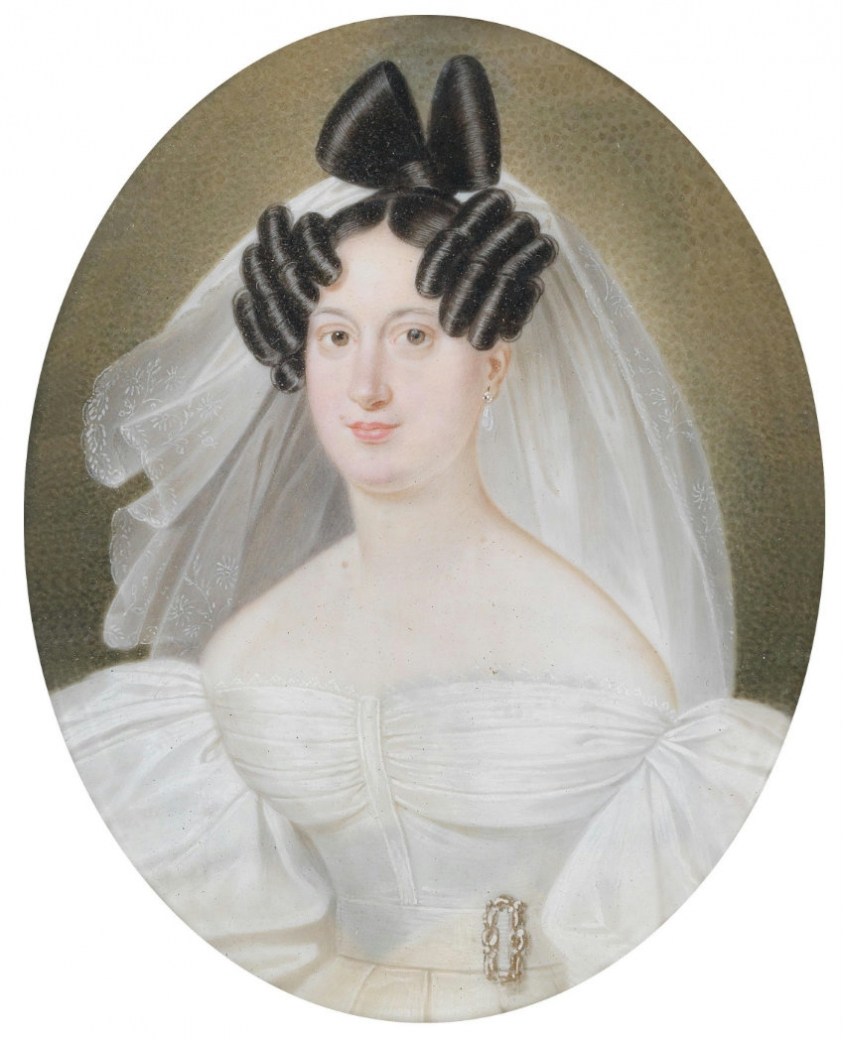
Portrait d'une mariée avec une coiffure Biedermeier

Adalbert Suchy (en tchèque : Vojtěch Suchý, né le 27 avril 1783 à Klattau et mort le 25 août 1849 à Vienne) est un miniaturiste autrichien originaire de Bohême.

## Biographie
Adalbert Suchy naît vers 1783 à Klattau.
Il commence ses cours de dessin avec Jacob Matthias Schmutzer puis étudie à partir de 1802 à l'Académie des beaux-arts de Vienne, où il obtient le prix Gundel en 1806. Après ses études, il travaille à Vienne.
Sa première miniature ("Portrait d'un officier français servant dans l'armée autrichienne") date de 1806. Outre les miniatures de portraits, il réalise également  des pastels.
Ses œuvres montrent l'influence de Lorenz Grünbaum (1791 - après 1830), Josef Lanzedelly l'Ancien (1772-1831) et Bernhard von Guérard (1780-1836).
Adalbert Suchy fait des portraits de Johann Strauss (père) et Adalbert Stifter, entre autres.
Sa fille est la peintre Maria Antonia Suchy.